# 張氏永
張氏永（越南语：／；？—？），又名張氏義（越南语：／），越南阮朝紹治帝阮福暶的嬪妃。
張氏永是廣治省肇豐府地靈縣安美總枚舍社人，生平無所考，她是紹治帝宮中的一名九階才人（越南语：／）。生有一子：堅太王阮福洪侅。啟定二年（1917年），啟定帝追贈她為三階紀嬪（越南语：／），諡貞祥。